# 黑莉·安德森
黑莉·丹妮塔·安德森（英語：Haley Danita Anderson，1991年11月20日—）生于加利福尼亚州圣克拉拉，是一名美国女子游泳运动员，主攻公开水域游泳，曾就读于南加州大学。她的姐姐阿莉莎和妹妹Jordan同样也都是游泳选手，其中姐姐阿莉莎曾和她共同征战2012年伦敦奥运。她在5岁时开始接触游泳，2010年开始主攻公开水域游泳。